# Crasnîi Vinogradari
Crasnîi Vinogradari (ros. Красный Виноградарь, ukr. Красний Виноградар) – wieś w Mołdawii, faktycznie na terenie nieuznawanego międzynarodowo Naddniestrza, w rejonie Dubosary. Siedziba rady wiejskiej.

## Położenie
Miejscowość znajduje się na lewym brzegu Dniestru, w centralnej części rejonu Dubosary, pod faktyczną administracją Naddniestrza. Od Dubosar oddalone jest o 15 km na północny wschód, według innego źródła – o 18 km.

## Historia
Wieś została założona w 1927 r. przez kolonistów niemieckich, którzy założyli w jej okolicach pierwsze winnice. W 1933 r. w miejscu tym powstał sowchoz, wtedy też miejscowość otrzymała aktualną nazwę. Większość pracowników sowchozu żyła w ziemiankach, zabudowa miejscowości składała się tylko z kilku budynków. W tym samym roku utworzono w niej czteroklasową szkołę z ukraińskim językiem nauczania. W 1974 r., rok po klęsce mrozu, wskutek której zniszczeniu uległa większa część winnic w miejscowości, miejscowe kolektywne gospodarstwo zmieniło profil działalności i od tej pory funkcjonowało pod nazwą kompleksu rolno-przemysłowego „Rasswiet” (z ros. Brzask).

## Infrastruktura i demografia
W miejscowości znajduje się szkoła podstawowa, z budynkiem otwartym w 1987, z nauczaniem w językach rosyjskim i mołdawskim, przedszkole, placówka pocztowa, dom kultury. W miejscowości zarejestrowana jest parafia prawosławna św. Dymitra Sołuńskiego (który jest również patronem miejscowości), podlegająca dekanatowi dubosarskiemu eparchii tyraspolskiej i dubosarskiej, nieposiadająca własnej cerkwi.
Według danych spisu powszechnego w Naddniestrzu w 2004 r. wieś liczyła 577 mieszkańców, z czego:
- 349 Mołdawian,
- 162 Ukraińców,
- 42 Rosjan,
- 8 Niemców,
- 5 Bułgarów,
- 2 Białorusinów,
- 1 Gagauz,
- 1 osoba deklarująca inną narodowość[5].

W 2011 r. Crasnîi Vinogradari liczył 618 mieszkańców.
W 2015 we wsi urządzono Aleję Zwycięstwa, w której posadzono 104 brzozy na cześć żołnierzy Armii Czerwonej wyzwalających wieś w 1944 r., poległych w miejscowości podczas walk oraz weteranów, którzy żyli i pracowali tutaj po wojnie. Wzniesiono również pomnik ku czci poległych.